# 小趾球
小指球（小趾球、しょうしきゅう）とは、特に足裏に存在する指球（趾球）の1つである。

## ヒトの小指球
足の第5指（小趾）の付け根付近に存在する肉の盛り上がった場所が、ヒトの小趾球である。ところで、直立二足歩行を行うヒトの場合、同じ足底部でも刺激をよく受ける部分は感覚の閾値が高くなる傾向、つまり鈍感で弱い刺激は感知しなくなる傾向が見られる。対して、同じ足底部でも刺激をあまり受けない部分は感覚の閾値が低くなる傾向、つまり敏感で弱い刺激でも感知するようになる傾向が見られる。偏平足のヒトは、偏平足ではないヒトに比べて、やや母趾球などがある足底の内側に加重がかかる傾向にある。このため偏平足のヒトでは小趾球への荷重（刺激）が、偏平足でないヒトに比べて少なく、結果、偏平足のヒトの小趾球は、偏平足でないヒトの小趾球よりも感覚の閾値が有意に低い。参考までに、偏平足であろうとなかろうと、足底の他の部分では感覚の閾値に有意差は認められなかったと報告された。